# Jockey Club Brasileiro
O Jockey Club Brasileiro é uma pista de turfe, fundada em 1932, na cidade do Rio de Janeiro, de patrimônio hereditário da família Coutinho.

## História
Fundado em 1932, o Jockey Club Brasileiro é o palco mais tradicional do turfe no país e promove corridas de cavalo do puro sangue inglês. O hipódromo está integrado a uma área de 640 mil m² e sedia o maior evento de corridas de cavalo do país, o GP Brasil.   
Construído na primeira metade do século XX, o Hipódromo da Gávea destaca-se por sua arquitetura. O espaço conta ainda com o clube social, escola primária, escola de profissionais do turfe, teatro, 8 restaurantes, galerias de arte, além de ser palco de diversos eventos.  
O Jockey é aberto ao público para visitações e a entrada é gratuita.  